# Красный Крым (Крым)
Кра́сный Крым (до 1945 года Кирк; укр. Красний Крим, крымскотат. Qırq, Къыркъ) — упразднённое село на востоке Симферопольского района Крыма, включённое в состав Донского, сейчас — северная часть села, нижняя по долине Бештерека.

## История
Первое документальное упоминание села встречается в Камеральном Описании Крыма… 1784 года, судя по которому, в последний период Крымского ханства Кырк входил в Ашага Ичкийский кадылык Акмечетского каймаканства. После присоединения Крыма к России (8) 19 апреля 1783 года, (8) 19 февраля 1784 года, именным указом Екатерины II сенату, на территории бывшего Крымского Ханства была образована Таврическая область и деревня была приписана к Симферопольскому уезду. После Павловских реформ, с 1796 по 1802 год, входила в Акмечетский уезд Новороссийской губернии. По новому административному делению, после создания 8 (20) октября 1802 года Таврической губернии, Кирк был включён в состав Кадыкойской волости Симферопольского уезда.
По Ведомости о всех селениях в Симферопольском уезде состоящих с показанием в которой волости сколько числом дворов и душ… от 9 октября 1805 года в деревне Кирк числилось 22 двора и 111 жителей, исключительно крымские татары. На военно-топографической карте генерал-майора Мухина 1817 года обозначен Кирк, без указания числа дворов. После реформы волостного деления 1829 года Кирк, согласно «Ведомости о казённых волостях Таврической губернии 1829 года», отнесли к Сарабузской волости (переименованной из Кадыкойской). На карте 1836 года в деревне 11 дворов с татарским населением и 8 — с русским Затем, видимо, вследствие эмиграции крымских татар в Турцию, деревня опустела и на карте 1842 года Кырк обозначен условным знаком «малая деревня», то есть, менее 5 дворов.
В 1860-х годах, после земской реформы Александра II, деревню приписали к Зуйской волости. В «Списке населённых мест Таврической губернии по сведениям 1864 год», составленном по результатам VIII ревизии 1864 года, Кырк — владельческая русская деревня с 5 дворами, 27 жителями и мечетью при речкѣ Бештерекѣ (на трёхверстовой карте 1865—1876 года в деревне Кырк 10 дворов). В «Памятной книге Таврической губернии 1889 года» по результатам Х ревизии 1887 года записан Кырк с 20 дворами и 99 жителями.
После земской реформы 1890 года, Кырк отнесли к Табулдинской волостии. Согласно «…Памятной книжке Таврической губернии на 1892 год», в деревне Кирк, входившей в Алексеевское сельское общество, числилось 85 жителей в 19 домохозяйствах, все безземельные. По «…Памятной книжке Таврической губернии на 1902 год» в деревне Кирк, входившей в Алексеевское сельское общество, числилось 33 жителя в 7 домохозяйствах. По Статистическому справочнику Таврической губернии. Ч.II-я. Статистический очерк, выпуск шестой Симферопольский уезд, 1915 год, в Табулдинской волости Симферопольского уезда числились 3 немецких экономии Кирк: 2 Безлера Г. Г. и одна Шляйкеров, все с 1 двором и без населения. Согласно списку 1915 года «…русских подданных из австрийских, венгерских или германских выходцев» землевладельцев, опубликованном в газете «Таврические губернские ведомости» в апреле 1915 года, при деревне Кирк значатся братья Шлейхер Яков и Георг Иогановичи, владевшие 213 десятинами земли.
После установления в Крыму Советской власти, по постановлению Крымревкома от 8 января 1921 года была упразднена волостная система и село включили в состав вновь созданного Сарабузского района Симферопольского уезда, а в 1922 году уезды получили название округов. 11 октября 1923 года, согласно постановлению ВЦИК, в административное деление Крымской АССР были внесены изменения, в результате которых был ликвидирован Сарабузский район и образован Симферопольский и село включили в его состав. Согласно Списку населённых пунктов Крымской АССР по Всесоюзной переписи 17 декабря 1926 года, в селе Кирк, Осминского сельсовета Симферопольского района, числилось 27 дворов, из них 26 крестьянских, население составляло 139 человек, из них 52 немца, 40 русских, 47 греков, действовала немецкая школа.Постановлением ВЦИК от 10 июня 1937 года был образован новый, Зуйский район и Кирк определили центром Киркского сельсовета Зуйского района.
Вскоре после начала Великой Отечественной войны, 18 августа 1941 года крымские немцы были выселены, сначала в Ставропольский край, а затем в Сибирь и северный Казахстан. В 1944 году, после освобождения Крыма от фашистов, согласно Постановлению ГКО № 5984сс от 2 июня 1944 года, 27 июня крымские греки из Кирка также были депортированы в Пермскую область и Среднюю Азию. 12 августа 1944 года было принято постановление № ГОКО-6372с «О переселении колхозников в районы Крыма» и в сентябре 1944 года в район приехали первые новоселы (212 семей) из Ростовской, Киевской и Тамбовской областей, а в начале 1950-х годов последовала вторая волна переселенцев из различных областей Украины. Указом Президиума Верховного Совета РСФСР от 21 августа 1945 года Кирки был переименован в Красный Крым и Киркский сельсовет — в Краснокрымский. С 25 июня 1946 года Красный Крым в составе Крымской области РСФСР На 1953 год население составило 492 человека. 26 апреля 1954 года Крымская область была передана из состава РСФСР в состав УССР. После ликвидации в 1959 году Зуйского района село присоединили к Симферопольскомун. Решением Крымоблисполкома от 27 июля 1962 года № 784, Краснокрымский сельсовет переименован в Донской и центр совета перенесён в Донское. Указом Президиума Верховного Совета УССР «Об укрупнении сельских районов Крымской области», от 30 декабря 1962 года Симферопольский район был упразднён и село присоединили к Белогорскому. 1 января 1965 года, указом Президиума ВС УССР «О внесении изменений в административное районирование УССР — по Крымской области», вновь включили в состав Симферопольского. В период с 1968 по 1977 год Красный Крым включили в состав Донского.

### Динамика численности населения
| - 1805 год — 111 чел. - 1864 год — 27 чел. - 1889 год — 99 чел. - 1892 год — 85 чел. | - 1900 год — 33 чел. - 1926 год — 177 чел. - 1953 год — 492 чел. |